# Landtagswahlkreis Halle IV
Der Landtagswahlkreis Halle IV (Wahlkreis 38) ist ein Landtagswahlkreis in Sachsen-Anhalt. Er umfasste zur Landtagswahl in Sachsen-Anhalt 2021 von der kreisfreien Stadt Halle (Saale) die Stadtteile und Stadtviertel Böllberg/Wörmlitz, Büschdorf, Damaschkestraße, Dautzsch, Dieselstraße, Kanena/Bruckdorf, Ortslage Ammendorf/Beesen, Planena, Radewell/Osendorf, Reideburg, Silberhöhe und Südstadt.
Der Wahlkreis wird in der achten Legislaturperiode des Landtages von Sachsen-Anhalt von Thomas Keindorf vertreten. Er vertritt den Wahlkreis seit der Wahl im Jahr 2011 und verteidigte das Direktmandat zuletzt bei der Landtagswahl am 6. Juni 2021 mit 38,5 % der Erststimmen.

## Wahl 2021
Im Vergleich zur Landtagswahl 2016 wurde das Wahlgebiet um die Stadtteile Dautzsch und Reideburg vergrößert, die bei der Wahl 2016 Teil des Landtagswahlkreises Halle III waren. Name und Nummer des Wahlkreises Halle IV wurden nicht geändert.
Es traten sieben Direktkandidaten an. Von den Direktkandidaten der vorhergehenden Wahl trat nur Thomas Keindorf erneut im Landtagswahlkreis Halle IV an. Henriette Quade kandidierte bei der Wahl 2021 stattdessen im Landtagswahlkreis Halle III, Andreas Schmidt im Landtagswahlkreis Merseburg. Konstantin Pott (FDP) hatte 2016 im Landtagswahlkreis Magdeburg IV für die Freien Wähler kandidiert.
Thomas Keindorf verteidigte das Direktmandat mit 38,5 % der Erststimmen. Konstantin Pott zog über Platz 7 der Landesliste der FDP ebenfalls in den Landtag ein.
|                            |                      | Erst- stimmen | Erst- stimmen | Zweit- stimmen | Zweit- stimmen |
| Bewerber                   | Partei               | Anzahl        | %             | Anzahl         | %              |
| -------------------------- | -------------------- | ------------- | ------------- | -------------- | -------------- |
| Wahlberechtigte            | Wahlberechtigte      | 46.732        | 100,0         | 46.732         | 100,0          |
| Wähler                     | Wähler               | 26.307        | 56,3          | 26.307         | 56,3           |
| Ungültige Stimmen          | Ungültige Stimmen    | 498           | 1,9           | 433            | 1,6            |
| Gültige Stimmen            | Gültige Stimmen      | 25.809        | 98,1          | 25.874         | 98,4           |
| davon                      |                      |               |               |                |                |
| Thomas Keindorf            | CDU                  | 9.941         | 38,5          | 9.815          | 37,9           |
| Torsten Radtke             | AfD                  | 5.439         | 21,1          | 5.137          | 19,9           |
| Janina Böttger             | DIE LINKE            | 3.354         | 13,0          | 2.882          | 11,1           |
| Andreas Dose               | SPD                  | 2.453         | 9,5           | 2.150          | 8,3            |
| Anne-Marleen Müller-Bahlke | GRÜNE                | 1.474         | 5,7           | 1.457          | 5,6            |
| Konstantin Pott            | FDP                  | 1.894         | 7,3           | 1.971          | 7,6            |
| Falko Kadzimirsz           | FREIE WÄHLER         | 1.254         | 4,9           | 613            | 2,4            |
| –                          | NPD                  | –             | –             | 52             | 0,2            |
| –                          | Tierschutzpartei     | –             | –             | 390            | 1,5            |
| –                          | Tierschutzallianz    | –             | –             | 110            | 0,4            |
| –                          | LKR                  | –             | –             | 17             | 0,1            |
| –                          | Die PARTEI           | –             | –             | 219            | 0,8            |
| –                          | Gartenpartei         | –             | –             | 181            | 0,7            |
| –                          | FBM                  | –             | –             | 14             | 0,1            |
| –                          | TIERSCHUTZ hier!     | –             | –             | 168            | 0,6            |
| –                          | dieBasis             | –             | –             | 375            | 1,4            |
| –                          | Klimaliste ST        | –             | –             | 15             | 0,1            |
| –                          | ÖDP                  | –             | –             | 18             | 0,1            |
| –                          | Die Humanisten       | –             | –             | 41             | 0,2            |
| –                          | Gesundheitsforschung | –             | –             | 111            | 0,4            |
| –                          | PIRATEN              | –             | –             | 103            | 0,4            |
| –                          | WiR2020              | –             | –             | 35             | 0,1            |

## Wahl 2016
Bei der Landtagswahl in Sachsen-Anhalt 2016 waren 44.862 Einwohner wahlberechtigt; die Wahlbeteiligung lag bei 58,8 %. Thomas Keindorf errang erneut das Direktmandat für die CDU.
| Bewerber        | Partei            | Erststimmen in % | Zweitstimmen in % |
| --------------- | ----------------- | ---------------- | ----------------- |
| Thomas Keindorf | CDU               | 29,5             | 26,9              |
| David Hügel     | AFD               | 28,1             | 24,8              |
| Henriette Quade | LINKE             | 19,3             | 18,7              |
| Andreas Schmidt | SPD               | 12,8             | 10,2              |
| Kilian Heinrich | FDP               | 6,1              | 5,9               |
| Henrik Helbig   | GRÜNE             | 4,3              | 4,6               |
| —               | Freie Wähler      | —                | 1,3               |
| —               | NPD               | —                | 2,3               |
| —               | Die PARTEI        | —                | 0,6               |
| —               | Tierschutzpartei  | —                | 1,7               |
| —               | Tierschutzallianz | —                | 1,1               |
| —               | Die Rechte        | —                | 0,3               |
| —               | FBM               | —                | 0,4               |
| —               | MG                | —                | 0,4               |
| —               | ALFA              | —                | 0,9               |

## Wahl 2011
Bei der Landtagswahl in Sachsen-Anhalt 2011 waren 43.248 Einwohner wahlberechtigt; die Wahlbeteiligung lag bei 47,5 %. Thomas Keindorf errang das Direktmandat für die CDU.
| Bewerber        | Partei           | Erststimmen in % | Zweitstimmen in % |
| --------------- | ---------------- | ---------------- | ----------------- |
| Thomas Keindorf | CDU              | 30,7             | 27,4              |
| Marion Krischok | LINKE            | 30,4             | 28,4              |
| Burkhard Feißel | SPD              | 21,7             | 22,1              |
| Gerry Kley      | FDP              | 4,6              | 4,7               |
| Oliver Paulsen  | GRÜNE            | 7,0              | 6,9               |
| —               | Freie Wähler     | —                | 1,3               |
| —               | KPD              | —                | 0,2               |
| Frank Oettler   | MLPD             | 1,2              | 0,7               |
| Rolf Dietrich   | NPD              | 4,4              | 4,3               |
| —               | ÖDP              | —                | 0,2               |
| —               | Tierschutzpartei | —                | 1,7               |
| —               | PIRATEN          | —                | 1,7               |
| —               | SPV              | —                | 0,4               |

## Wahl 2006
Bei der Landtagswahl in Sachsen-Anhalt 2006 traten folgende Kandidaten an:
| Name                              | Partei          | Anteil der Erststimmen |
| --------------------------------- | --------------- | ---------------------- |
| Brunhilde Liebrecht               | CDU             | 29,9 %                 |
| Uwe Heft                          | LINKE           | 30,5 %                 |
| Michael Zeidler                   | SPD             | 22,8 %                 |
| Gerry Kley                        | FDP             | 8,8 %                  |
| Inés Brock                        | GRÜNE           | 4,7 %                  |
| Frank Oettler                     | MLPD            | 1,6 %                  |
| Christoph Matern                  | Off D-STATT-DSU | 1,7 %                  |
| Wahlberechtigte: 46.600 Einwohner |                 |                        |
| Wahlbeteiligung: 41,1 %           |                 |                        |